# L'Islet (district électoral du Canada-Uni)
Pour les articles homonymes, voir L'Islet.
Circonscription électorale provinciale du Canada
L'Islet est un district électoral de l'Assemblée législative de la province du Canada.

## Liste des députés
| Années | Années      | Député                    | Affiliation                     |
| ------ | ----------- | ------------------------- | ------------------------------- |
|        | 1841 - 1844 | Étienne-Paschal Taché     | Canadien-français antiunioniste |
|        | 1844 - 1846 | Étienne-Paschal Taché     | Canadien-français               |
|        | 1847 - 1848 | Charles-François Fournier | Canadien-français               |
|        | 1848 - 1851 | Charles-François Fournier | Canadien-français               |
|        | 1851 - 1854 | Charles-François Fournier | Réformiste                      |
|        | 1854 - 1858 | Charles-François Fournier | Réformiste                      |
|        | 1858 - 1858 | Louis-Bonaventure Caron   | Rouge                           |
|        | 1858 - 1861 | Charles-François Fournier | Bleu                            |
|        | 1861 - 1863 | Charles-François Fournier | Bleu                            |
|        | 1863 - 1867 | Louis-Bonaventure Caron   | Rouge                           |